# 윌 스미스 (투수)
윌리엄 마이클 스미스(영어: William Michael Smith, 1989년 7월 10일 ~ )는 미국의 야구 선수로, 메이저 리그에 소속되어 있는 캔자스시티 로열스의 투수이다.